# Кёпеник

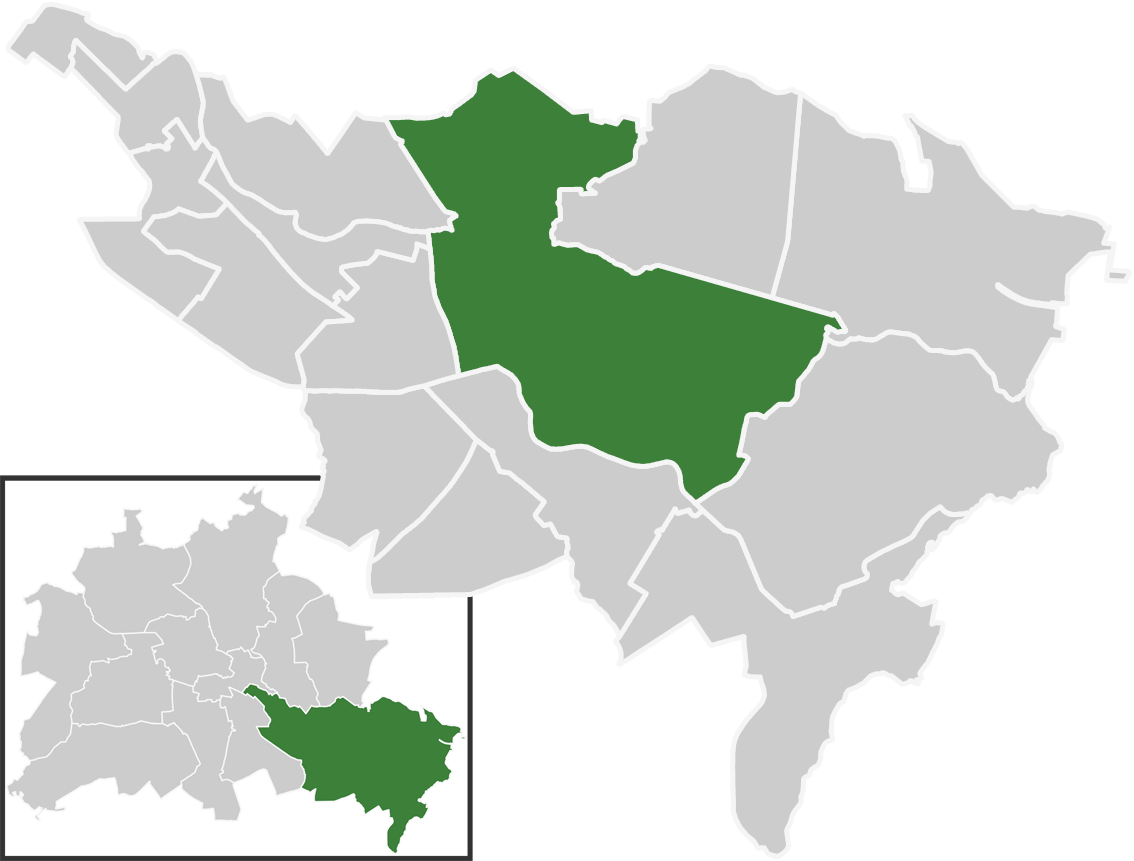
Кёпеник в административном округе Трептов-Кёпеник

Кёпеник (нем. Köpenick, до 1931 года — Cöpenick) — административный район Берлина на юго-востоке города в составе административного округа Трептов-Кёпеник, расположенный у слияния Шпрее с Даме. До административной реформы 2001 года Кёпеник являлся самостоятельным административным округом, в состав которого помимо территории нынешнего района Кёпеник входили и соседние районы. Современный район Кёпеник охватывает территорию города Кёпеника, который в 1920 году вошёл в состав Большого Берлина.

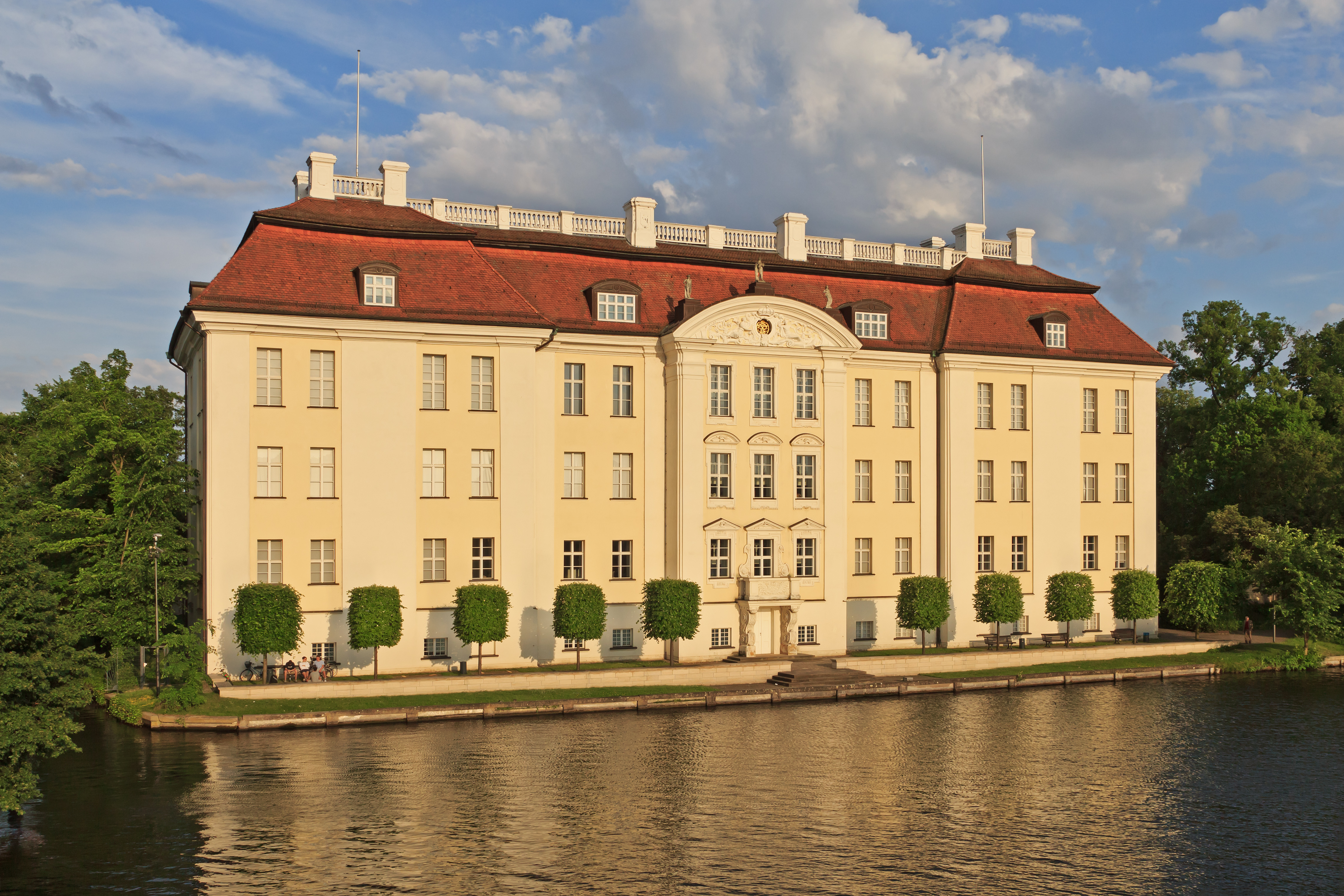
Дворец Кёпеник

## Географическое положение
Кёпеник находится в центре долины, образованной в ледниковый период на месте впадения реки Даме в Шпрее. Недалеко от места слияния Шпрее и Даме находится остров Кёпеник с расположенным на нём дворцом Кёпеник. Кёпеник иногда называют «зелёными лёгкими Берлина». Численность населения района Кёпеник составляет на 2007 год 59 112 человек.

## История

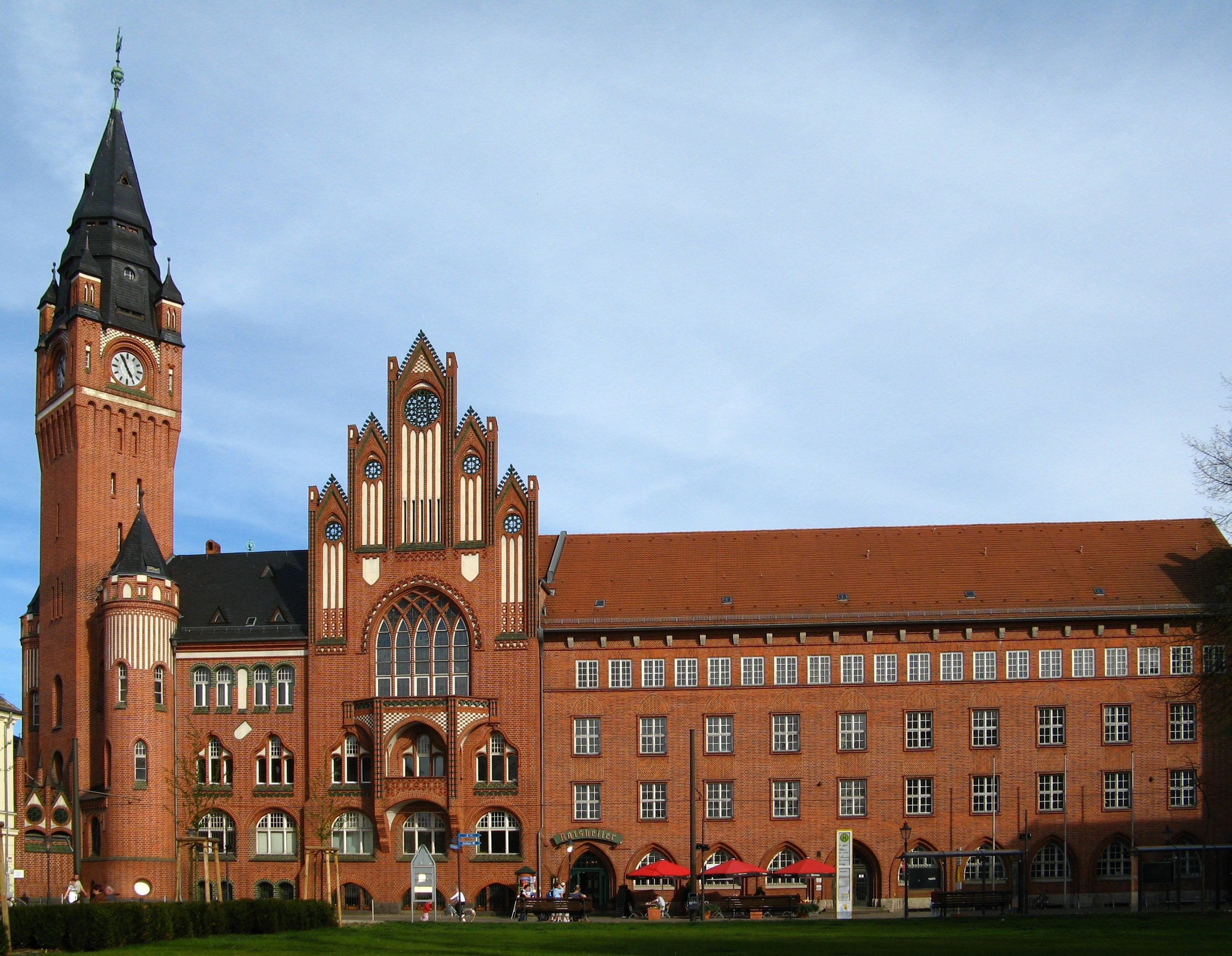
Ратуша Кёпеника

Название «Кёпеник» имеет славянские корни и означает «островная местность» (Copnic). Ещё при славянах на этой территории были построены крепости. В середине XII в. здесь находилась главная крепость и основное поселение славянского племени шпревян, которым правил князь Якса из Копаницы.
Самое раннее документальное упоминание названия Copenic датируется 1209 годом. В 1245 году асканийские маркграфы Иоанн I Бранденбургский и Отто III Бранденбургский после шестилетней Тельтовской войны против маркграфа Майсенского из рода Веттинов Генриха Светлейшего и архиепископа Магдебургского Вильбранда фон Кефернбурга захватили крепость Кёпеник. С этого времени Кёпеник постоянно входит в состав Бранденбургской марки.
В 1558 году по заказу курфюрста Иоахима II Гектора, активно занимавшегося строительством, на месте кёпеникской крепости был построен охотничий замок. Строительство нынешнего дворца Кёпеник началось по распоряжению принца Фридриха, будущего курфюрста Фридриха III, который пригласил архитектором голландского художника Рутгера ван Лангервельта.
В гербовом зале дворца Кёпеник на одноимённом острове король Фридрих Вильгельм I организовал в 1734 году процесс против своего сына, ставшего впоследствии прусским королём Фридрихом II, по обвинению в государственной измене. Авантюра сапожника Вильгельма Фойгта 16 октября 1906 года обеспечила городу Кёпеник мировую известность. 1 октября 1920 года в ходе образования Большого Берлина город Кёпеник вошёл в состав его 16-го административного округа.

### Кёпеникская кровавая неделя
Неделя с 21 по 26 июня 1933 года, когда сотни противников национал-социалистов были арестованы, подверглись пыткам и убиты силами СА, получила название «Кёпеникская кровавая неделя». Аутентичные документы свидетельствуют о событиях воскресенья 21 июня 1933 года, когда отряды штурмовиков без суда и следствия расправились над членами Социал-демократической и Коммунистической партий, деятелями профсоюзов. В свой «чёрный» список штурмовики занесли более 500 жителей Кёпеника — традиционного рабочего района Берлина — как месть за то, что они не голосовали за партию Гитлера на выборах в рейхстаг 5 марта 1933 года, отказались праздновать 1 мая, объявленное Гитлером и Геббельсом «Немецким днём труда». Штурмовики врывались в квартиры, пивные, забирали «по спискам» свои жертвы и жестоко расправлялись с ними. Не все имена погибших сохранились, 70 человек пропали без вести.
В память об этом событии на одной из площадей Кёпеника установлена мемориальная экспозиция «Кёпеникская кровавая неделя в июне 1933 года». В 1950 году некоторые из штурмовиков, участвующих в расправе над кёпеникскими рабочими в 1933 году предстали перед судом (в ГДР).

## См. также

Вид на старую часть Кёпеника: ратуша Кёпеника (в центре) и дворец Кёпеник (справа) с противоположного берега реки Даме